# Istenszülő születése fatemplom (Temesvár)
A Temesváron, a falumúzeumban található  Istenszülő születése fatemplom műemlékké nyilvánított épület Romániában, Temes megyében. A romániai műemlékek jegyzékében az  TM-II-m-A-06093 sorszámon szerepel.

## Története
A templom eredetileg Hosszúremetén épült 1746-ban, ahonnan 1807-ben költöztették át Toplára. Itt 1987-ben bontották el, és vitték át Temesvárra a falumúzeumba, ahol 1994-1996 között állították fel. 1997. április 13-án szentelték fel, a korábban Szent Mihály és Gábriel arkangyalok tiszteletének szentelt templom ekkor kapta az Istenszülő-születése nevet.

## Leírása
A masszív tölgyfagerendákból álló templom kőalapzaton helyezkedik el. A nyugati homlokzatát rombusz alakú berakások díszítik. A templomot zsindely, a torony gombját bádog fedi. A belsejét újrafestették.